# Långnäbbad madagaskarsångare
Långnäbbad madagaskarsångare (Bernieria madagascariensis) är en fågel i familjen madagaskarsångare inom ordningen tättingar.

## Utseende och läten
Långnäbbad madagaskarsångare är en stor, långstjärtad och, som namnet avslöjar, långnäbbad madagaskarsångare. Fjäderdräkten är matt olivgrön. Den saknar den vita ögonringen hos glasögontetraka, liksom det grå huvudet hos gråkronad tetraka. Sången är en rätt melodisk serie med stigande och fallande visslingar, medan lätet är ett grovt "trek-trak".

## Utbredning och systematik
Långnäbbad madagaskarsångare placeras som enda art i släktet Bernieria och delas in i två underarter:
- Bernieria madagascariensis madagascariensis – förekommer i skogar på östra Madagaskar
- Bernieria madagascariensis inceleber – förekommer i skogar på norra och västra Madagaskar

## Familjetillhörighet
Fågeln har tidigare placerats både med bulbyler och sångare. DNA-studier visar dock att den tillhör en grupp fåglar som enbart förekommer på Madagaskar och som numera urskiljs som en egen familj, Bernieridae.

## Levnadssätt
Långnäbbad madagaskarsångare hittas i såväl regnskog som torr lövskog, lokalt även i spikskog. Den håller mest till i de mellersta trädskikten och följer gärna med kringvandrande artblandade flockar.

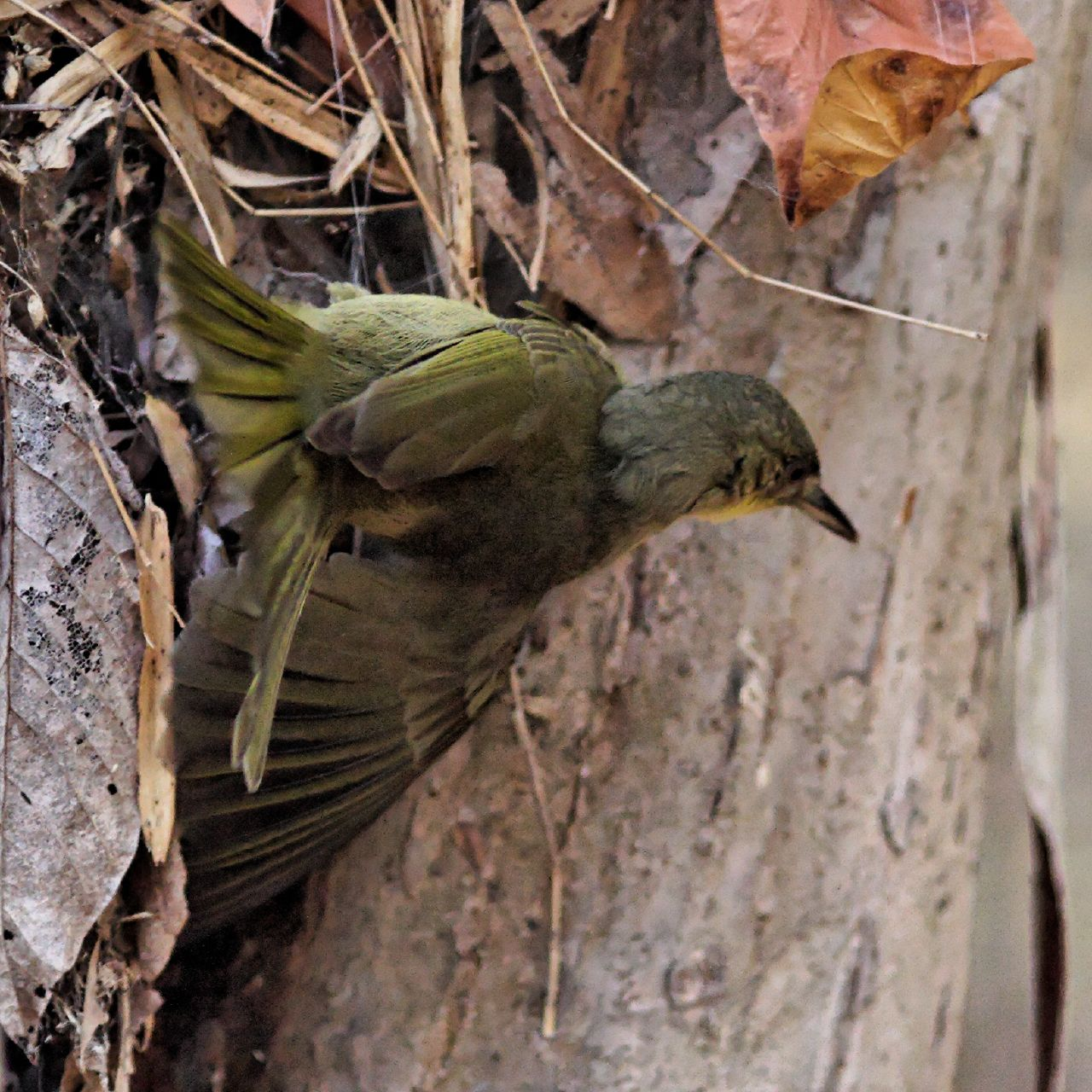

## Status och hot
Arten har ett stort utbredningsområde, men tros minska i antal, dock inte tillräckligt kraftigt för att den ska betraktas som hotad. Internationella naturvårdsunionen IUCN listar arten som livskraftig (LC).

## Namn
Fågelns vetenskapliga släktesnamn hedrar franske kirurgen och naturforskaren Alphonse Charles Joseph Bernier (1802-1858), verksam som samlare på Madagaskar.